# 华为Mate 30系列
華爲Mate 30系列是華爲公司製造的一款基於Android系統的平板手机，是華爲Mate 20系列的後代產品。華爲Mate 30系列囊括Mate 30/5G、Mate 30 Pro/5G，以及Mate 30 RS保時捷三種機型，于2019年9月19日在德国慕尼黑亮相。
由於美國政府持續對華爲公司進行制裁，使其無法將谷歌認證的安卓系統和Google移动服务授權給新設備。海外版的華爲Mate 30運行Android 10衍生操作系統，使用華爲提供的軟件堆栈以及应用程序商店。2023年，华为Mate 30系列机型可以升级到自身开发的鸿蒙OS 4版本。

## 規格

### 設計
Mate 30和Mate 30 Pro具有相似的設計，均采用鋁製框架和玻璃背板，有亮黑、星河銀、羅蘭紫、翡冷翠四種顏色可供選擇，還可以提供人造皮革。兩款的顯示屏均包含凹槽，區別在於Mate 30 Pro的凹槽更明顯一些，這種設計旨在隱藏臉部辨識系統的額外紅外傳感器。Mate 30的前置攝像頭開孔設計類似於华为P20系列，并且比Mate 20的更大，以容納飛行時間傳感器。Mate 30和Mate 30 Pro的攝像頭列陣均為圓形，這與Mate 20和Mate 20 Pro的方形設計相反。并且閃光燈也向左偏移，脫離相機外殼。Mate 30 Pro的顯示屏采用88度的弧形邊緣，沒有物理音量鍵，而是采用虛擬控件和手掌误触防止意外觸摸。而且也沒有聽筒，而是采用與華為P30系列相同的“電磁懸浮”揚聲器。

### 硬件
Mate 30系列的兩種型號均采用具有Cortex-A76和Cortex-A55 CPU内核的八核海思半導體片上系統，還包括了Mali-G76 MP16GPU以及一對人工智能加速器。麒麟990芯片的六個内核在5G和保時捷機型的設計上均超頻。Mate 30擁有128 GB存儲空間並配備8 GB随机存取存储器，而Mate 30 Pro有128或256 GB的存儲空間以及8 GB的随机存取存储器。二者皆通過華爲專有的納米存儲格式提供256 GB的可擴展存儲空間，該格式也被用作一個混合的SIM卡托盤。華爲Mate 30 Pro的防塵防水等級為IP68（升達2米長達30分鐘），而Mate 30為IP53。兩款顯示屏均采用了有機發光二極體面板，其中Mate 30采用6.62英寸（168 mm）19.5:9比例1080p顯示屏，Mate 30 Pro采用6.53英寸（166 mm）18.5:9比例1080p+邊緣彎曲顯示屏。Mate 30 Pro還支持懸停手勢以及華爲的M-Pen。Mate 30配備4200mAh的電池，而Mate 30 Pro配備4500mAh的電池，二者均能夠以40W有綫和27W無綫快速充電，并支持Qi無線充電，意味著可以使用自身的電池電量為其他兼容的Qi設備充電。兩款設備均有USB-C連接器（但只有Mate 30包含耳機插孔），以及光學屏幕指紋讀取器。

#### 攝像頭

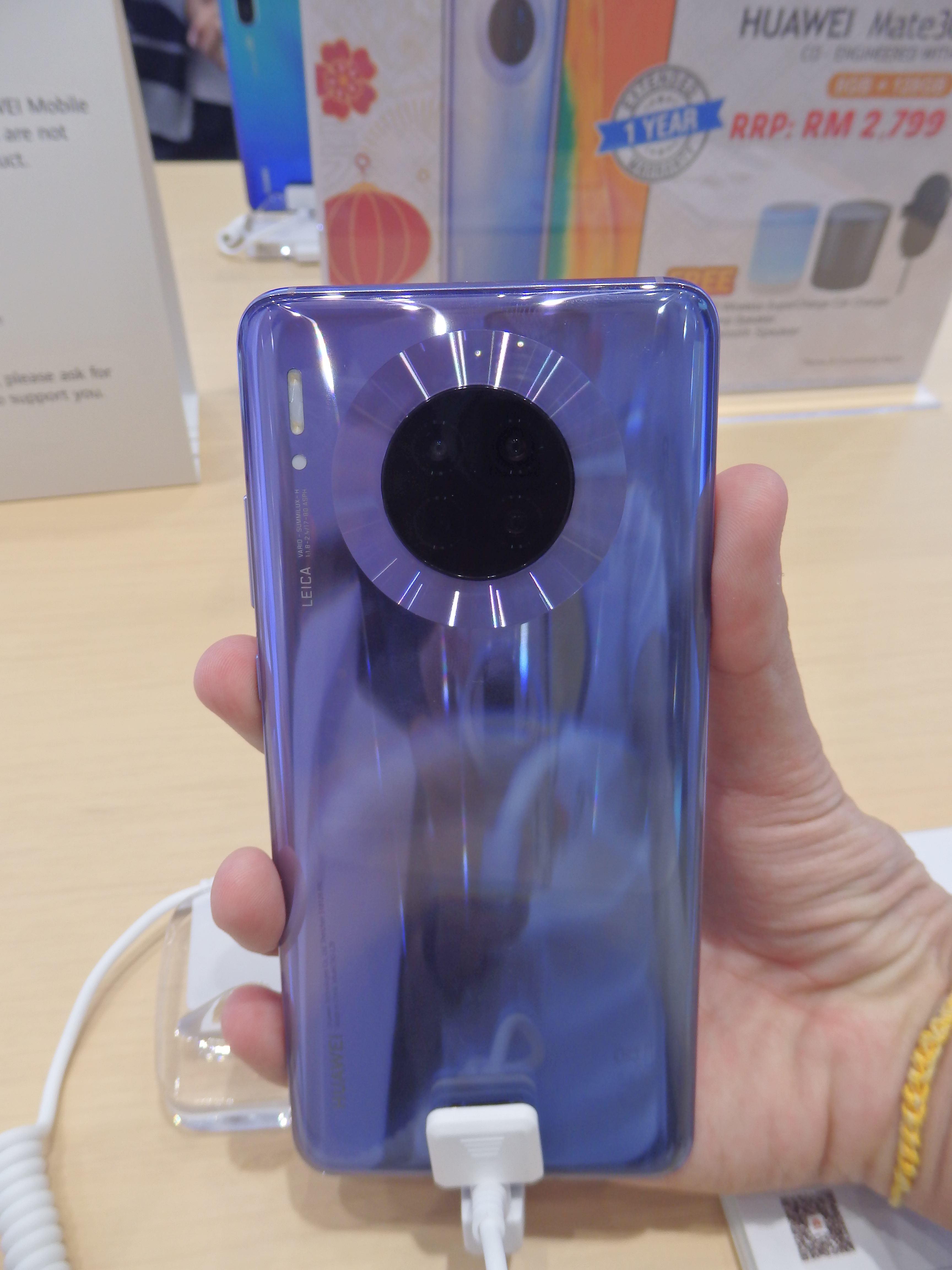
華爲Mate 30的背面展示了其自身四個圓形攝像頭的設計

華爲Mate 30具備三個後置攝像頭：其中包括一個40 MP的主攝像頭、一個具有3倍光學變焦的8 MP遠攝像頭以及一個16 MP的超廣角攝像頭；而Mate 30 Pro則有四個後置攝像頭：包括一個40 MP的主攝像頭、一個8 MP的遠攝像頭、一個40 MP的超廣角攝像頭以及一個3D飛行時間攝像頭。Mate 30攝像頭設計與Mate 30 Pro的相同，均采用激光自動對焦替代飛行時間傳感器。而前置攝像頭則均由3D 飛行時間攝像頭輔助，與Mate 30的24 MP傳感器不同的是，Mate 30 Pro采用的是分辨率更高的32 MP傳感器。長焦攝像頭均配備了影像穩定器，但與Mate 30不同之處在於Mate 30 Pro的主攝像頭也配備了OIS。儘管超廣角鏡頭的分辨率相比有所提升，但Mate 30 Pro配備的普通長焦攝像頭只能實現3倍光學變焦、5倍混合變焦以及30倍的數碼變焦。然而P30 Pro卻可以實現5倍光學變焦、10倍混合變焦以及50倍數碼變焦。P30 Pro的相機模式已經沿用到了Mate 30 Pro，其夜間模式得到了改善，Mate 30 Pro還可以拍攝4K HDR Plus延時與超慢速動作視頻，以每秒7680幀的速度拍攝720p視頻。與其前代產品一致，Mate 30采用徠卡光學相機。

### 硬件
Mate 30和Mate 30 Pro配備了基於Android 10源代碼的EMUI 10系統。由於美國政府對華爲公司的持續制裁，使得Mate 30的海外版本既無法附帶也不支持Google流動服務——即经認證的安卓設備上提供的專有軟件套件（包括Google Play品牌軟件）。此項制裁使得華爲不得在設備上市時使用安卓商标。
爲此，華爲正在推廣使用自己的内部服務作爲替代品，包含华为应用市场商店（由於谷歌未在中國大陸開展業務，所以中國版華爲手機已開始使用該服務），並表示將投資10億美元用於促成AppGallery軟件的開發與增長。與其餘安卓設備一樣，Mate 30系列的第三方應用程序依然可以通過APL文件進行側載。但倘若應用程序依賴於Google 服務，則無法保證是否完全兼容。
华为终端CEO余承东此前接受Android Authority网站采访，表示華爲計劃将為Mate 30提供啟動程式解鎖服务，给予用户更大的操作空间，這種舉措可能會促成Google應用程序定制操作系統ROMs的開發，但是没有提及具体的细节。隨後華爲又表示自身并沒有這樣的計劃。
2019年9月下旬，一款名叫“LZPlay”的软件正式上架，該工具允許在Mate 30上安裝谷歌移動服務應用程序。隨後此應用程序被Magisk作者吴泓霖逆向工程，并发现其使用了華爲行動裝置管理程序未獲准許使用的應用程序接口，而该接口能够将用户自行安装的Google服务套件提权成为系统程序，从而能够正常使用Google服务。2019年10月1日，在一篇披露此程序運行機制的文章發佈之後，該程序網站突遭下綫，使用LZPlay的設備開始無法通過Google的SafetyNet驗證檢驗。
2020年6月，華爲發佈了EMUI 10.1海外版更新版本（源於P40），此更新增加了若干新的第一方應用，包括虛擬助理Celia、視頻通話功能“畅连”，多窗口模式以及各種用戶界面的調整。

## 型號

### Mate 30保時捷設計
華爲Mate 30 RS保時捷設計是華爲Mate 30 Pro的特別版；手機後殼采用黑色或黑紅相間的賽車條紋，靈感源自玻璃/皮革設計，同時具有512 GB的内存以及12 GB的随机存取存储器。

### Mate 30E Pro
華爲Mate 30E Pro是Mate 30 Pro的中國特供版本，該設備在EMUI 11之上運行。使用麒麟990E 5G芯片，該芯片与麒麟990 5G相比GPU核心较少，而且没有512GB的机型。

## 評價
《Engadget》評價Mate 30 Pro爲“一款具有令人驚訝的成像和視頻功能的設備，但由於其糟糕或不存在的應用程序選擇而使得用戶的使用體驗受到了限制”，而《數字趨勢》則稱Mate 30 Pro是“您無法買到的最出色的手機”。《连线》評論員安德魯·威廉姆斯對該設備的評價更爲苛刻，給了它5/10的得分。他稱贊該設備的相機、電池壽命、設計以及硬件配置，但同時也批評該設備缺乏谷歌應用程序、手勢音量控制和屏幕暈影方面存在的問題。
華爲Mate 30 Pro在《DXOMARK》上獲得了121分的總分，超越了三星Galaxy Note 10系列。其中照片得分為131，視像得分為100，自拍得分為93。

## 外部鏈接
- 華爲 Mate 30 （页面存档备份，存于）
- 華爲 Mate 30 Pro （页面存档备份，存于）| 前任： 华为Mate 20系列 | 华为Mate 30 2019年至今 | 繼任： 华为Mate 40系列 |